# Fratria (ultras)
Fratria (en ruso: Фратрия, del griego: φρατρία, fratría —hermandad—) es un grupo ultra ruso que apoya al Spartak de Moscú en todas sus facetas deportivas, especialmente en fútbol y hockey sobre hielo. Fue creada el 28 de octubre de 2005 y es la mayor agrupación de hinchas organizada del Spartak con alrededor de diez mil aficionados. Son muy populares en Rusia por sus juegos pirotécnicos y sus tifos antes de los partidos del Spartak en Luzhniki y en el nuevo estadio Otkrytiye Arena.

## Historia
El movimiento Fratria fue creado el 28 de octubre de 2005 como un grupo organizado de aficionados a la Sociedad Deportiva Spartak Moscú, pero sus principales acciones están centradas en la sección de fútbol. Rápidamente el grupo se hizo muy popular en Rusia debido a sus elaborados tifos y juegos de pirotecnia antes de los partidos del Spartak, primero en Luzhniki y posteriormente en el nuevo estadio Otkrytiye Arena. Fratria presta especial atención a los partidos del Spartak contra sus rivales de Moscú o contra el Zenit, por su rivalidad con San Petersburgo.
Fratria protagonizó una marcha en 2012 en Moscú en protesta por el asesinato de un aficionado del Spartak a navajazos por un grupo de chechenos. Miembros de Fratria culparon a las autoridades de no encontrar a los asesinos. En la marcha se podían leer pancartas como «Rusia para los rusos» y «Moscú para los moscovitas». En noviembre de 2013 se acusó a Fratria de mostrar una bandera nazi en un partido d Copa rusa en Yaroslavl ante el Shinnik, pero el grupo negó su autoría. Como consecuencia de ello, la Federación rusa impuso un castigo de dos partidos a puerta cerrada al Spartak. En 2014, Fratria anunció en su página web que guardaría cinco minutos de silencio en el inicio de un derbi ante el Dinamo Moscú por el asesinato de un joven hincha del Spartak a manos de un nacionalista uzbeko en las afueras de Moscú.
Varios miembros de Fratria estuvieron implicados en los graves enfrentamientos entre hinchas rusos e ingleses en Marsella durante la Eurocopa 2016.

## Lecturas relacionadas
- The truth behind being a Russian ultra, with Spartak Moscow’s Fratria (en inglés). These Football Times. 2016.
- Van Herpen, Marcel (2013). Putinism: The Slow Rise of a Radical Right Regime in Russia (en inglés). Palgrave Macmillan. pp. 93-96. ISBN 978-1-137-28280-4.
- Arnold, Richard (2016). Russian Nationalism and Ethnic Violence: Symbolic Violence, Lynching, Pogrom and Massacre (en inglés). Routledge. pp. 119-124. ISBN 978-1-85743-859-8.